# 372 av. J.-C.
Cette page concerne l'année 372 av. J.-C. du calendrier julien proleptique.

## Événements
- Printemps : arrivée de la flotte d'Iphicrate en mer Ionienne. Il soumet les villes de Céphalonie. À Corcyre, il capture neuf vaisseaux syracusains alliés de Sparte et reçoit une rançon pour les prisonniers. Toutes les cités de la région se rallient à la Confédération athénienne[1].

- La courtisane Phryné de Thespies arrive à Athènes, où elle devient la maîtresse et le modèle de Praxitèle. Accusée d’impiété, elle comparait devant un tribunal. Son défenseur Hypéride aurait dévoilé son corps devant ses juges pour les convaincre de son innocence[2].

## Naissances
- Théophraste, philosophe grec.